# Pelecopsis mengei
Pelecopsis mengei là một loài nhện trong họ Linyphiidae. Chúng được Eugène Simon miêu tả năm 1884.